# Yamaha Diversion

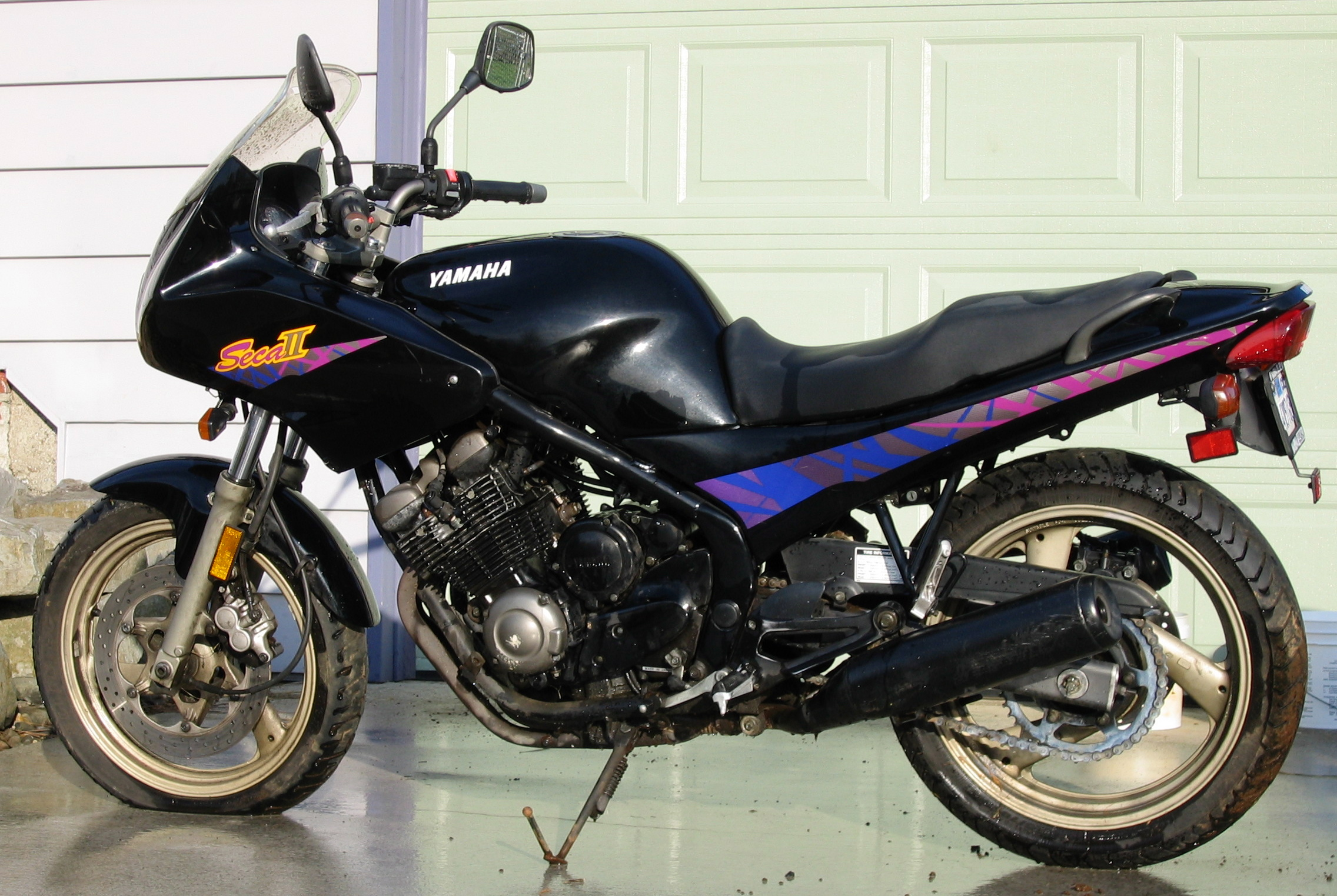
1996 XJ600S

A Yamaha Diversion sorozat motorkerékpárjainak mindegyike egy négyütemű, léghűtéses, 8 szelepes, 4 hengeres motor, amelyeket a Yamaha forgalmazott. Minden tagja túramotor.

## Diversion modellek
A Yamaha Diversion sorozat négy fő modellből áll: a XJ600S, a XJ600N, a XJ900S, és a XJ900GT.

## Külső hivatkozások
- XJ600S Seca II Online Fórum
- Yamaha Diversions Online Fórum
- Yamaha Diversion Klub Hollandia
- Yamaha Diversion képek